# Giovanni Battista Paggi (bispo)
Giovanni Battista Paggi, B. (1615 – 8 de Fevereiro de 1663) foi um prelado católico romano que serviu como bispo de Brugnato de 1655 a 1663.

## Biografia
Giovanni Battista Paggi nasceu em 1615 em Génova, na Itália, e foi ordenado sacerdote na Ordem Barnabita. No dia 14 de Junho de 1655, foi nomeado durante o papado de Alexandre VII como Bispo de Brugnato. A 20 de Junho de 1655, foi consagrado bispo por Giulio Cesare Sacchetti, Cardeal-Bispo de Frascati, com Francesco Antonio Sacchetti, Bispo de Troia, e Giacinto Cordella, Bispo de Venafro, servindo como co-consagradores. Serviu como Bispo de Brugnato até à sua morte a 8 de Fevereiro de 1663.

## Links externos e fontes adicionais
- Cheney, David M. «Diocese of Brugnato». Catholic-Hierarchy.org. Consultado em 16 de junho de 2018
- Chow, Gabriel. «Diocese of Brugnato (Italy)». GCatholic.org. Consultado em 16 de junho de 2018